# پرسش بی‌پاسخ
پرسش بی‌پاسخ (انگلیسی: The Unanswered Question) قطعه‌ای موسیقایی از چارلز آیوز آهنگساز آمریکایی است که سال ۱۹۰۸ به همراه قطعهٔ سنترال پارک در تاریکی در مجموعه‌ای به نام دو درنگ (Two Contemplations) آفریده شد. اگرچه این اثر بین سال‌های ۱۹۳۰ تا ۱۹۳۵ توسط او احیا شد اما همچون بسیاری دیگر از آثارش تا اواخر عمرش ناشناخته بود و تا سال ۱۹۴۶ اجرا نشد.
پرسش بی‌پاسخ برای سه دسته ساز ساخته شده: دستهٔ زهی، سولوی ترومپت و کوارتت بادی. این سه گروه در تمپوهای مختلف می‌نوازند و طوری جانمایی می‌شوند که قادر به مشاهدهٔ یکدیگر نباشند. دستهٔ زهی‌ها پشت صحنه می‌نوازند.
در زمینهٔ آوای آهسته و کم‌صدای دستهٔ زهی‌ها که نماد «سکوت درویدها» ست، یک ترومپت «پرسش بنیادین وجود» را طرح می‌کند و کوارتت بادی‌ها در تقلایی مذبوحانه در پی پاسخ برای آن به دیسونانس اثر دامن می‌زنند و در نهایت به خاموشی می‌گرایند تا ترومپت بار دیگر پرسش را یادآوری کند.